# Аккор Арена
«Аккор Арена́» (фр. Accor Aréna), до октября 2014 года — Дворец спорта «Берси́» (фр. Palais omnisports de Paris-Bercy, POPB) — парижский спортивно-концертный комплекс на бульваре Берси 12-го округа Парижа на правом берегу Сены, между парком Берси и Министерством финансов, почти напротив — через Сену — от Государственной библиотеки, стоящей на левом берегу.
Внешне похож на высокий зелёный холм. Оборудован для проведения различных спортивных мероприятий любого уровня, а также концертов современной музыки. Вместимость — 20 300 зрителей. Проект архитекторов Мишеля Андро (Michel Andrault), Пьера Пара́ (Pierre Parat) и Эдена Гювана (Aydin Guvan); возведён компанией «Eiffage»; открыт 3 февраля 1984 года. Позже был дополнительно оснащён постоянно действующим крытым катком (всего в черте города 2 крытых катка, второй — в 19-м округе).
Во время летних Олимпийских игр 2024 года на арене проходили соревнования по спортивной гимастике и прыжкам на батуте, а также решающие матчи баскетбольного турнира 5×5. Во время Игр арена носила название «Берси Арена» (Bercy Aréna).

## Проводившиеся мероприятия
На арене проходил целый ряд крупнейших европейских и мировых спортивных мероприятий:
- всемирные легкоатлетические игры в помещении 1985,
- чемпионат мира по волейболу среди мужчин 1986,
- чемпионат мира по фигурному катанию 1989,
- чемпионат Европы по лёгкой атлетике в помещении 1994,
- чемпионат мира по лёгкой атлетике в помещении 1997,
- чемпионат Европы по баскетболу 1999 (финал),
- чемпионат мира по гандболу среди мужчин 2001 (финал),
- финал Кубка Дэвиса 2002 Франция — Россия,
- чемпионат Европы по лёгкой атлетике в помещении 2011,
- чемпионат мира по гандболу среди мужчин 2017, включая финал
- чемпионат мира по хоккею с шайбой 2017
- Чемпионат мира по борьбе 2017
- Летний финал EULCS 2017
- чемпионат Европы по гандболу среди женщин 2018, включая финал
- Турнир по теннису ATP Masters 1000 Paris
- Blast Paris Major 2023
- Два матча регулярного сезона НБА 2024/25 между «Сан-Антонио Спёрс» и «Индианой Пэйсерс» — 23 и 25 января 2025 года

## Некоторые из проводившихся концертов
- Первый прошедший в Берси концерт был дан немецкой рок-группой Scorpions 29 февраля 1984 г.
- В январе 2006 г. во Дворце прошло 13 концертов Милен Фармер.
- 9 октября 2001 г. в Берси прошёл концерт британской группы Depeche Mode. Запись концерта вошла в видеоальбом под названием One Night in Paris.
- 14 июня 2007 года во время концерта Daft Punk был записан концертный альбом Alive 2007
- В июне 2010 года на арене крытого стадиона выступила рок-группа Bon Jovi, выступление собрало рекордное для данного стадиона количество зрителей — 15 800.
- 6 и 7 марта 2012 года в стенах комплекса прошел концерт группы Rammstein, впоследствии попавший на DVD группы под названием Rammstein: Paris.
- 10 декабря 2013 года в Берси прошёл концерт британской группы Placebo.
- 7 сентября 2013 года стартовал концертный тур Timeless 2013 — шестой концертный тур французской певицы Милен Фармер в поддержку альбома Monkey Me.
- В феврале и марте 2016 года британская группа Muse дала шесть концертов в рамках мирового турне Drones World Tour.
- 1 июня 2022 года американская группа My Chemical Romance выступила на арене в рамках мирового тура Reunion.

## См. также

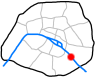